# Gamelle (Einheit)
Gamelle war ein afrikanisches Gewichtsmaß für Gummi und wurde beim Handel in Guinea gebraucht. Die größere Einheit, der Kantar, wurde Gummikatar genannt.
- 1 Gamelle = 1/5 Kantar = 195,8 Kilogramm[2]